# Jonathan O. Moseley
Jonathan Ogden Moseley (* 9. April 1762 in East Haddam, Colony of Connecticut; † 9. September 1838 in Saginaw, Michigan) war ein US-amerikanischer Politiker. Zwischen 1805 und 1821 vertrat er den Bundesstaat Connecticut im US-Repräsentantenhaus.

## Werdegang
Jonathan Moseley besuchte die öffentlichen Schulen seiner Heimat und danach bis 1780 das Yale College. Nach einem anschließenden Jurastudium und seiner Zulassung als Rechtsanwalt begann er in East Haddam in seinem neuen Beruf zu arbeiten. Politisch wurde er Mitglied der von Alexander Hamilton gegründeten Föderalistischen Partei. Zwischen 1794 und 1804 war er Abgeordneter im Repräsentantenhaus von Connecticut. Von 1794 bis 1817 war er auch Friedensrichter in East Haddam. Außerdem fungierte er zwischen 1801 und 1805 als Bezirksstaatsanwalt im Middlesex County. Moseley war auch Mitglied der Miliz seines Heimatstaates, in der er es im Jahr 1802 bis zum Oberst brachte.
Bei den Kongresswahlen des Jahres 1804, die in Connecticut staatsweit abgehalten wurden, wurde Moseley in das US-Repräsentantenhaus in Washington, D.C. gewählt. Nach sieben Wiederwahlen konnte er zwischen dem 4. März 1805 und dem 3. März 1821 acht zusammenhängende Legislaturperioden im Kongress absolvieren. In diese Zeit fielen unter anderem der Britisch-Amerikanische Krieg von 1812 und der Anschluss Floridas an die Vereinigten Staaten im Jahr 1819.
Nach dem Ende seiner Zeit im US-Repräsentantenhaus zog Moseley nach Saginaw in Michigan, wo er bis zu seinem Tod im September 1838 als Anwalt arbeitete.